# Drifters (Film)
Drifters ist ein britischer Dokumentarfilm bzw. nicht-fiktionaler Spielfilm von John Grierson aus dem Jahr 1929. Er befasst sich mit der kommerziellen Heringsfischerei auf der Nordsee und gilt als Initialwerk der britischen Dokumentarfilmbewegung.

## Handlung
Die Männer verlassen ihr altes schottisches Fischerdorf und begeben sich zum Hafen, wo sie eines der zahlreichen Dampfschiffe mit Kohle beladen und beheizen. Die Fischkutter legen ab Richtung Nordsee. Vierzig Meilen auf See werfen die Fischer das zwei Meilen lange Treibnetz aus. An Bord werden weitere alltägliche Arbeiten verrichtet. Während die Männer schlafen, verfangen sich die Heringe nachts im Netz.
Am nächsten Tag holen die Männer das Netz mit ihrem Fang ein. Sie müssen sich dabei gegen die stürmisch wogende See bewähren. Nach acht Stunden ist die Arbeit getan und der Hering im Schiffsrumpf verstaut. Mit Volldampf geht es zurück in den Hafen, um den Fisch schnell und frisch auf den Markt zu bringen. Körbeweise wird entladen, die Auktionatoren übernehmen den Verkauf. Der Fisch wird sofort für den Vertrieb in die Welt vorbereitet: auf Eis gelagert und in Kisten verpackt oder ausgenommen und in Fässern eingesalzen. Per Schiff und Eisenbahn erfolgt der Weitertransport.

## Hintergrund
Drifters hatte am 10. November 1929 bei einer Veranstaltung der Londoner Film Society Premiere. Er wurde als Nebenfilm gezeigt; Hauptereignis war die britische Erstaufführung von Sergei Eisensteins Panzerkreuzer Potemkin (1925). Grierson, der sich für poetische Dokumentarfilme über moderne Großstädte wie Manhatta (1921) und Berlin: Die Sinfonie der Großstadt (1927) begeisterte, hatte an der englischen Erstaufführungsfassung von Eisensteins Film mitgewirkt. Er übernahm daraus die Eisensteinsche Betonung der Montage für seinen eigenen Film und schnitt immer wieder Aufnahmen des Maschinenantriebs der Dampfschiffe in die Handlung, ebenso Naturaufnahmen von Möwen, der See und Fischen.